# میلو، آلبرتا
میلو، آلبرتا (به انگلیسی: Milo, Alberta) یک منطقهٔ مسکونی در کانادا است که در آلبرتا واقع شده‌است. میلو ۹۱ نفر جمعیت دارد و ۸۸۰ متر بالاتر از سطح دریا واقع شده‌است.